# Chris Collins
Chris Collins var Dream Theaters första sångare (då bandet hade namnet Majesty). Han var bara med i ett år, från starten 1986 till 1987 då han ersattes av Charlie Dominici. Under sin tid i bandet skrev han texten till låtarna "Cry For Freedom" och "Afterlife", varav den första aldrig spelades in och den andra fick ny text av Charlie Dominici.
Numera sjunger Collins i bandet Winterspell.